# Hrabstwo Audubon

Piramida wieku hrabstwa

Hrabstwo Audubon – hrabstwo położone w USA w stanie Iowa z siedzibą w mieście Audubon. Założone w 1851 roku.

## Miasta i miejscowości
| - Audubon - Brayton | - Exira - Gray | - Kimballton |

## Gminy
| - Audubon - Cameron - Douglas - Exira - Greeley | - Hamlin - Leroy - Lincoln - Melville - Oakfield | - Sharon - Viola |

## Drogi główne
- U.S. Highway 71(inne języki)
- Iowa Highway 44(inne języki)
- Iowa Highway 173(inne języki)

## Sąsiednie hrabstwa
- Hrabstwo Carroll
- Hrabstwo Guthrie
- Hrabstwo Cass
- Hrabstwo Shelby